# Stay-behind-Organisation
Als Stay-behind-Organisation oder Stay-behind (von engl. stay behind, „bleib zurück/dahinter“) wird eine geheime paramilitärische Widerstandsorganisation bezeichnet, die im Fall einer feindlichen Besetzung eines Staates oder Teilgebieten davon hinter der Front nachrichtendienstliche Aufklärung leisten und Sabotageakte gegen die Besatzungsmacht verüben soll. Während sich die reguläre Armee vor einem Angreifer zurückzieht, lassen sich diese Einheiten von der Front überrollen, um dann in ihrem Rücken zu operieren.
Zur Arbeitsweise von Stay-Behind gehörte die Anwerbung von Agenten, die eine Funkausbildung inklusive Verschlüsselungstechniken erlernen mussten. Die Agenten waren außerdem für Sabotagezwecke im Umgang mit Waffen und Sprengstoff geschult. Andere Angehörige dieser Netze waren als Betreiber von Fluchtstützpunkten (Safe-Houses) vorgesehen. Die ausgebildeten Agenten legten geheime Depots mit Waffen, Sprengstoff, Funk- und Chiffrierunterlagen sowie Versorgungsgütern an. Zwei noch vollständig erhaltene Depots wurden im Frühjahr 1996 im Berliner Grunewald entdeckt.
Außer einigen Vorläufern bezeichnet Stay-behind meist nach dem Zweiten Weltkrieg in Westeuropa gegründete Organisationen, die bei einer Invasion von Truppen des Warschauer Paktes hinter deren Linien eingesetzt werden sollten. Stay-behind-Gruppen in einzelnen Ländern waren ein Element der Verteidigungsstrategie der NATO in Westeuropa. Sie wurden vielfach erst 1990 durch die Aufdeckung von Gladio in Italien bekannt. Sie wurden teils im, teils nach dem Kalten Krieg aufgelöst.

## Vorläufer
Die erste Stay-behind-Organisation entstand in Großbritannien als Teil der Widerstandsbewegung gegen den Nationalsozialismus. Im Sommer 1940 beschloss das britische Chiefs of Staff Committee in Vorbereitung auf eine mögliche Besetzung der britischen Inseln durch die Wehrmacht Gruppen bewaffneter Kämpfer zu trainieren, die hinter den Linien der deutschen Besatzungsmacht Aufklärung, Sabotage, Handstreiche, Feuerüberfälle und Hinterhalte als Guerillakampf führen sollten. Mit dem Aufbau des Special Operations Executive (SOE) wurde Colonel Colin Gubbins beauftragt, der zuvor in Norwegen in der alliierten Nachhut versucht hatte, den Vormarsch der deutschen Truppen zu verzögern. Durch Überfälle und Hinterhalte sollten die Nachschublinien der Wehrmacht gestört werden. Zudem sollte eine Gruppe mit Sendegeräten für nachrichtendienstliche Aufgaben ausgerüstet und ausgebildet werden.
Besonders intensiv unterstützen Briten und Amerikaner die Partisanen von Josip Broz Tito im Kampf gegen Deutschland und entsandten hohe Diplomaten als Geheimdienst-Kontaktleute. Bekannt wurde die SOE Mission to Yugoslavia unter Brigadier Fitzroy Maclean, der auch einer der Paten für Ian Flemings James Bond war. Maclean wurde bei der OSS-Mission in Jugoslawien mit den Lieutenant Colonels Charles W. Thayer und Franklin Lindsay vom US-Geheimdienst OSS unterstützt.
Deutschland nutzt diese Technik der Partisanen-Kriegsführung insbesondere während der Rückzugskämpfe ab 1943 und ließ unter den Bezeichnungen Rücklass-Organisation, R-Netz oder Überrollgruppe sowohl deutsche als auch lokale Verbündete hinter der Frontlinie zurück. Die Verbindung wurde meist über Funk gehalten, die Versorgung größerer Gruppen mit Nachschub erfolgte auf dem See- oder Luftweg. Zu den bekanntesten deutschen Gruppierungen gehörten die Sabotageverbände der SS unter Otto Skorzeny, die NS-Organisation Werwolf, das mit Finnen arbeitende Kommando Nord von Alexander Cellarius (Abwehr) und Alarich Bross (SD), die vom sowjetischen Geheimdienst erfundene „Kampfgruppe Scherhorn“ und die hinter der Front operierenden Sabotagetrupps der Frontaufklärungsverbände der Abwehr II. Auch das an der Ostfront operierende „Unternehmen Zeppelin“ des SD ist dazu zu rechnen.

## Westdeutschland
Die westlichen Alliierten begannen nach Kriegsende im Kontext verschiedener sicherheitspolitischer Krisen mit Plänen für westeuropäische Stay-behinds (erste Phase) und bauten die ersten bis zur Gründung der Bundeswehr 1955 in der Bundesrepublik Deutschland auf (zweite Phase), die dann der 1956 gegründete Bundesnachrichtendienst (BND) übernahm (dritte Phase). Gerne kam deutsches Personal mit einschlägiger Erfahrung zum Einsatz.

### Bis 1948
Für die westlichen Alliierten (USA, Großbritannien, Frankreich) hatten verschiedene Widerstandsgruppen in Kontinentaleuropa zum militärischen Sieg über das Deutsche Reich und seine Verbündeten beigetragen. Im aufkommenden Kalten Krieg (ab etwa 1947) begannen sie mit Überlegungen zum Aufbau entsprechender Stay-Behind-Einheiten für den Fall einer sowjetischen Besetzung westeuropäischer Staaten. Die Furcht vor sowjetischen Angriffen auf Westeuropa, vor allem auf Westdeutschland, wurde durch den Februarumsturz in der Tschechoslowakei genährt, mit dem dort Kommunisten die Macht übernahmen. Aufgrund ihrer historischen Erfahrung mit der deutschen Besetzung wollten sie für den Fall einer neuen, diesmal sowjetischen Besetzung Geheimeinsätze vorbereiten. Dazu beschlossen westeuropäische Staaten im April 1948 den Brüsseler Pakt.

### Ab 1948
Laut den 2005 von der Central Intelligence Agency (CIA) der USA freigegebenen Akten gründete die CIA ab 1948 in den getrennt operierenden Einheiten OSO (Office of Special Operations unter Richard Helms) und OPC (Office of Policy Coordination unter Frank G. Wisner) Stay-Behind-Einheiten auf der Basis der Direktiven des National Security Council (NSC) für den Kalten Krieg. OSO war die klassische CIA, OPC war eine vom State Department gesteuerte CIA-Einheit. OPC hatte enorme Finanzmittel durch den Marshall-Plan und war auch für die paramilitärischen Operationen verantwortlich. OSO und OPC fusionierten erst ab 1952, die Stay-Behind-Operationen von OSO und OPC kamen danach zur Eastern Europe Division der CIA.
Die wesentlichen Programme von OSO waren
- PASTIME, Deckname für das aus der Berlin Operation Base (BOB) der CIA in den Operationsgebieten Berlin und DDR geführte Programm von 1948 bis 1953.
- KIBITZ, Deckname für das aus der Karlsruhe Operation Base (KOB) der CIA geleitete Programm im Operationsgebiet Bundesrepublik von 1948 bis 1953.
- SATURN, Deckname für das von der CIA-Tochter Organisation Gehlen aus der Pullach Operation Base (POB) geführte Programm im Operationsgebiet Bundesrepublik von 1948 bis zur Übernahme durch den BND 1956.

Die wesentlichen Programme von OPC hießen
- CADROWN, Deckname für den „Apparat“ des Untersuchungsausschusses Freier Juristen (UFJ) im Operationsgebiet DDR, geführt aus der Berlin Operation Base (BOB) von 1950 bis 1954.
- LCPROWL, Deckname für den Technischer Dienst (TD) im Bund Deutscher Jugend (BDJ) im Operationsgebiet Bundesrepublik, geführt aus der Frankfurt Operation Base (FOB) von 1950 bis 1953.

#### PASTIME
war ein schwerfällig laufendes Programm unter Leitung des CIA-OSO-Angehörigen Peter Sichel von der Berlin Operation Base. Ursprünglich ging es um die Evakuierung bzw. die Absicherung von Agenten in Berlin und der DDR im Fall eines sowjetischen Angriffs. Bis Mitte 1952 waren lediglich 7 Funkagenten angeworben worden. Das Programm lief bis Ende 1952 aus und wurde 1953 eingestellt. Es hatte keine größere Bedeutung.

#### KIBITZ
Das Kernstück des 1950 gegründeten Kibitz-Netzwerks resultierte aus einem Schreiben des ehemaligen Wehrmachtoffiziers Walter Kopp an John Jay McCloy, der als Hoher Kommissar im alliierten Oberkommando HICOG höchster Vertreter der amerikanischen Siegermacht in der neu gegründeten Bundesrepublik Deutschland war. In dem Brief äußerte Kopp als abgesandter Sprecher einer Interessengruppe aus ehemaligen Reichswehr-Mitgliedern Sorgen um eine Invasion der sowjetischen Armee in Westeuropa und bot der amerikanischen Besatzungsmacht eine Zusammenarbeit an. Infolgedessen schlug ihm der US-Geheimdienst die Gründung einer Stay-behind-Organisation unter seiner Führung vor. Kopp willigte ein und verlangte als Gegenleistung u. a. eine adäquate Position in einer deutschen oder europäischen Armee. Zudem legte Kopp Wert auf die Feststellung, dass er kein US-Agent sei und sein Engagement ausschließlich dem „Kampf gegen die schwarze Rasse“, dem „Kampf gegen Kommunismus und Bolschewismus“, sowie dem „Schutze Europas“ diene. US-Geheimdienste stuften Kopp als Nationalisten, militanten Antikommunisten und pro-westlich eingestellten Deutschen ein, der das NATO-Bündnis und die Idee einer europäischen Armee unterstützt.
Kopp alias Kibitz 15 kontaktierte circa 500 mögliche Kandidaten, aus denen letztlich 125 antibolschewistisch eingestellte Personen rekrutiert wurden, die Kopp als geeignet für die subversive Tätigkeit einstufte. Die größte der in zwölf Subdivisionen aufgeteilten Kibitz-Einheit mit 63 Personen wurde von Walter Kopp unter Mitwirkung der ehemals hochrangigen SS-Militärs Hans Rues (alias Kibitz 16) und Heinrich Hoffmann geleitet. Hauptaufgabe war, diese Personen in fernmelde- und nachrichtentechnischen Aufgaben zu schulen. Zudem wurden militärische Übungen unter deutscher Leitung und amerikanischer Beobachtung absolviert.
Für bestimmte Agenten des Kibitz-Netzwerks wurden insgesamt neun „geheime Unterschlupfe“ (engl. „safe houses“) eingerichtet. Diese Unterschlupfe waren in US-Besitz befindliche Wohnungen in unscheinbaren Wohnhäusern z. B. in Heidelberg, Unterschondorf am Ammersee und Ulm. Im Heidelberger Unterschlupf wurde von 1951 bis Oktober 1952 zur Tarnung die fiktive Nachrichtenagentur „Cosmopress“ betrieben. Im Juni 1952 enttarnte Hans Otto Ims (alias Kibitz 171) einige Agenten der Kibitz 15-Division. Aus nachrichtendienstlichen Sicherheitsgründen emigrierte Ims anschließend mit Hilfe der CIA und des australischen Generalkonsulats nach Kanada. Die Enttarnung der Kibitz 15-Agenten sowie die Einschätzung der US-Geheimdienste, dass die Ziele Kopps und derer der US-Dienste strukturell zu stark voneinander abweichen, führte zur teilweisen Auflösung dieser Einheit.

#### SATURN
Aus den ursprünglich als F-Netz oder sleeping net bezeichneten Plänen innerhalb der Organisation Gehlen entstand das bundesweit agierende Stay-behind-Netzwerk SATURN mit Einheiten in München, Frankfurt, Bremen und Hannover. Die unter Aufsicht des CIA-Angehörigen James Critchfield stehende Organisation Gehlen (US-Bezeichnung ZIPPER) entwickelte aus der Pullach Operation Base das etwa 150 Mann umfassende Netzwerk. SATURN war auf Leitungsebene der Organisation Gehlen an den ex-General der Gebirgstruppe August Winter angehängt. Die operative Führung von SATURN hatte die Dienststelle 34 unter der Leitung von Anton Hammer, die 1954 in Dienststelle 900 umgetauft wurde. Zu den Ausbildern gehörte auch der vormalige Chef der Geheimen Feldpolizei Wilhelm Krichbaum. SATURN wurde mit Gründung des BND 1956 durch diesen weitergeführt.

#### CADROWN
Der „Untersuchungsausschuß freiheitlicher Juristen“ (UfJ) war eine Ende 1949 entstandene antikommunistische Organisation mit Sitz in West-Berlin unter Leitung von Horst Erdmann. Das OPC der CIA nutzte den UfJ ursprünglich für die psychologische Kriegsführung. Für UfJ war CIA-OPC-Mann Henry Hecksher von der Berlin Operation Base zuständig. Nach Beginn des Koreakriegs entstand unter der Deckbezeichnung CADROWN auf Wunsch des OPC ein paramilitärischer „Apparat“ des UfJ auf dem Gebiet der DDR, der sowohl Fluchtrouten für abgeschossene Piloten wie auch „Guerilla Warfare“ umfasste. Die Leitung dieses Apparates übernahm 1951 der ehemalige Generalleutnant Heinrich Otto Rauch. Rauch war von 1924 bis 1934 Offizier der Abwehr in Ost- und Westpreußen. Zuletzt war er zuständig für die Nachwuchsausbildung der Luftwaffe zwischen 1943 und 1945. Er kam auf Empfehlung des ehemaligen Abwehr-Chefs Admiral Conrad Patzig und des ehemaligen Abwehr-Oberstleutnants Johannes Horaczek (nun beim Verfassungsschutz in Düsseldorf) zur CIA. Rauchs Stellvertreter und Cheforganisator war Arndt Bökelberg. Rauch kannte viele ehemalige Luftwaffen-Angehörige mit Funkausbildung und so wuchs der Apparat rasch an und umfasste auf dem Höhepunkt etwa 175 angeworbenen Agenten und mehrere hundert Kandidaten. Nachdem die UfJ von der Staatssicherheit massiv bekämpft wurde, ließen sich Spuren von der UfJ zum Stay-Behind-Apparat trotz einer organisatorischen Trennung nachverfolgen. Als die Staatssicherheit 1953 etliche Agenten verhaftete, lief das Programm ab März 1954 aus und wurde nach dem Tod von Rauch im Mai 1955 im Oktober 1955 endgültig eingestellt.

#### LCPROWL
Der Bund Deutscher Jugend (BDJ) war am 23. Juni 1950 in Frankfurt am Main von dem Arzt und Publizist Paul Lüth (1921–1986) gegründet worden. Der oft aus jungen ehemaligen Soldaten bestehende BDJ hatte enge Beziehungen zur Frankfurt Operation Base (FOB) der CIA. Eine Teilorganisation des BDJ war der Technische Dienst (TD) unter Führung des vormaligen Luftwaffen-Hauptmanns Erhard Peters. Ähnlich wie beim UfJ wurde diese Teilorganisation von der CIA als Stay-Behind-Gruppe unter Führung des OPC-Angehörigen Sterling R. Garwood aus der Frankfurt Operation Base aufgebaut.
Ein Konzept dazu lieferte der vormalige SD-Sturmbannführer Alarich Bross, der kurz vor Kriegsende zusammen mit Fregattenkapitän Alexander Cellarius von der Abwehr das Sonderkommando Nord geleitet hatte, eine Stay-Behind-Organisation in Finnland. Bross gab sein Konzept an den vormaligen SS-General Felix Steiner, in dessen SS-Division Wiking unter anderem finnische Freiwillige dienten. Steiner legte es 1951 dem OPC der CIA unter dem Titel „The Defence Idea of the West“ vor. Die Amerikaner planten ein paramilitärisches Unternehmen mit Steiners Soldatenverbindungen (Projekt BOULDER/ZRELOPE). Der Kontakt des OPC zu Steiner kam nicht zum Tragen, jedoch gelangte Bross in die Dienste des OPC. Bross wurde Funkausbilder für die Hamburger Gruppe des Technischen Dienstes. Das war insofern ein Problem, als Bross von dem polnisch-sowjetischen Agenten Johannes Kassner (eigentlich Jan Kaszubowski) monatlich 500 D-Mark für seine Dienste erhielt. Kassner arbeitete für den Düsseldorfer Verfassungsschutz unter Johannes Horaczek (siehe CADROWN) als Mitinhaber einer Detektei. Die beiden anderen Mitinhaber der Detektei waren der Ostagent und ex-Sturmbannführer Jakob Lölgen und der ex-Sturmbannführer Johannes Schmitz. Schmitz leitete das SATURN-Netzwerk der Org. Gehlen an Rhein und Ruhr. Bereits Ende 1951 geriet Bross in Verdacht, mit den Sowjets zu paktieren. Der Ostagent Kassner-Kaszubowski wurde 1952 abberufen und vom polnischen Geheimdienst ausführlich vernommen. Dabei schilderte er genau die Beziehungen zu Bross und das von Bross aufgebaute Stay-Behind-Netzwerk in der Bundesrepublik. Bross schied erst 1954 endgültig aus den Diensten der CIA aus. Bestätigt wurde die Agententätigkeit von Kassner und Loelgen erst durch Angaben des polnischen Überläufers Michal Goleniewski 1962 und später durch Aktenfunde in polnischen Archiven.
Geplatzt ist das TD-Netzwerk dann durch den ehemaligen SS-Angehörigen Hans Otto, der aus dieser Gruppe aussteigen wollte. Er erklärte der hessischen Kriminalpolizei, er gehöre „einer politischen Widerstandsgruppe an, deren Aufgabe es war, im Fall einer Besetzung der Bundesrepublik durch die Streitkräfte der Warschauer-Pakt-Staaten Sabotageakte durchzuführen und Brücken zu sprengen“. Otto sagte weiter aus, dass etwa 100 Mitglieder der Organisation politisch geschult und in der Bedienung von amerikanischen, sowjetischen und deutschen Waffen und in der Anwendung militärischer Taktik unterwiesen wurden. Die Mitglieder dieser Organisation waren hauptsächlich ehemalige Offiziere der Luftwaffe, des Heeres oder der Waffen-SS. Otto erzählte der Polizei, dass ein amerikanischer Geheimdienstmitarbeiter für das Geld und den größten Teil der Ausbildung und Ausrüstung sorgte. Die Männer seien in der Nähe von Wald-Michelbach, einer Gemeinde im hessischen Odenwald, unterrichtet worden, hätten ein Haus mit einer unterirdischen Schießanlage und einem Bunker ganz in der Nähe, ihnen wurde beigebracht zu töten, ohne Spuren zu hinterlassen.
Bei einer Razzia der deutschen Polizei wurde bekannt, dass die USA die Gruppe monatlich mit 50.000 DM finanziert und mit Waffen, Munition und Sprengstoff beliefert hatten. Im Odenwald fand man ein Waffenlager mit Maschinengewehren, Granaten, leichten Artilleriegeschützen und Sprengstoff. Ferner fand man eine Liste mit 40 deutschen Führungspersonen, die als „nicht zuverlässig antikommunistisch“ eingestuft wurden und als Attentatsopfer vorgesehen waren, darunter der damalige SPD-Parteichef Erich Ollenhauer, Herbert Wehner, Heinrich Zinnkann und einige SPD-Oberbürgermeister. Für eine möglichst effiziente Ausführung der Attentate hatte der BDJ-TD Mitglieder in die SPD geschleust.
Mehrere Mitglieder wurden festgenommen. Nachdem die Bundesanwaltschaft den Fall übernommen hatte, entließ Oberbundesanwalt Carlo Wiechmann die Verdächtigten am 1. Oktober 1952 wieder. Die hessische Polizei und das Bundesjustizministerium wurden nicht darüber informiert. Das führte zu erheblichen politischen Irritationen. Der hessische Ministerpräsident Georg-August Zinn (SPD) meinte dazu: „Die einzige rechtliche Erklärung für diese Entlassungen kann für uns nur sein, daß die Leute in Karlsruhe erklärt haben, daß sie im amerikanischen Auftrag tätig waren.“ Wer in der Bundesanwaltschaft die Freilassung der Verhafteten veranlasste, konnte nie geklärt werden.
Die USA erklärten am 2. Oktober 1952 erstmals, sie hätten den BDJ-TD aufgebaut und finanziert, diese Aktivitäten jedoch ein halbes Jahr zuvor eingestellt. Von einem Fortbestehen der Organisation habe man nichts gewusst. Zur Untersuchung der Vorgänge wurde eine deutsch-amerikanische Untersuchungskommission gebildet, die im November 1952 wieder eingestellt wurde. Als Ergebnis wurde entgegen den Tatsachen mitgeteilt, die USA hätten keine Kenntnis von den illegalen Tätigkeiten des BDJ-TD gehabt. Tatsächlich hatten die HICOG-Angehörigen Charles W. Thayer und Samuel Reber bereits im November 1951 gegenüber OPC-Chef Frank G. Wisner massiv Bedenken wegen der SPD-Aufklärung durch den TD geäußert.
Eine Innenansicht der Arbeit des TD lieferte der vormalige Abwehr-Angehörige Dieter von Glahn, der Leiter des niedersächsischen TD in Oldenburg war.

### Ab 1956
1956 wurde der Bundesnachrichtendienst (BND) gegründet und übernahm die bis dahin gebildeten westdeutschen Stay-behind-Einheiten.
Für den Verteidigungsfall begann der BND nun mit konkreten Planungen für eine Sabotage-Truppe, die historisch auf der alten Abwehr II basierte. Da die Begriffe Abwehr II oder Kommandounternehmen historisch belastet waren, vermied man diese Begriffe, nutzte aber intern deren Verfahren und nannte das Ganze „Unconventional Warfare“. Die Kriegs-Gliederung dieser neuen Stay-Behind-Truppe des BND sollte wieder August Winter übernehmen, dann als deutscher Leiter bei SHAPE. Er hätte über vier Unterabteilungen verfügt. Eine davon befasste sich dem subversiven Kampf, eine andere mit der geheimdienstlichen Unterstützung. Im Frieden übernahm die BND-Dienststelle 404 die steuernde Funktion der Stay-Behind-Truppe des BND. Ihr nachgeordnet waren ebenfalls vier Dienststellen, die sich mit dem „R-Netz“, mit Unterstützungsoperationen (ehemals Dienststelle 900), mit Sonderoperationen und mit der Ausbildung befassten. Diese Stellen bildeten die Stay-Behind-Organisation (SBO).
1959 umfasste die Organisation etwa 75 hauptamtliche Mitarbeiter und zeitweise bis zu 500 Personen mit nachrichtendienstlichen Verbindungen. Anfangs gab es auch einen Einsatzteil zur Ausbildung von Personen, die im besetzten Gebiet Sabotagehandlungen gegen die Besatzungsmacht durchführen und Widerstandsgruppen führen sollten. Mit der veränderten Sicherheitslage zwischen Ost- und West wurde der Personalbestand seit Anfang der 1970er Jahre schrittweise verringert. 1983 stellte der BND die damaligen Stay-behinds größtenteils ein. Anfang 1986 existierten noch 26 hauptamtliche Mitarbeiter und 104 „nachrichtendienstliche Verbindungen“, die im Rahmen von Stay-behind-Einheiten mit dem BND zusammenarbeiteten. Dabei handelte es sich um Bundesbürger verschiedener Berufsgruppen, die die klassischen Stay-behind-Tätigkeiten wie Nachrichtenbeschaffung und Schleusungsaufgaben im Falle einer feindlichen Besetzung hätten übernehmen sollen.
Eine Innenansicht von Stay-Behind im BND lieferte Norbert Juretzko, der von 1987 bis 1991 der Stay-Behind-Dienststelle 12C des BND in München angehörte.
Das Ministerium für Staatssicherheit (MfS) der DDR bemerkte die Vorbereitungen des BND unter der Legende Lehr- und Ausbildungsgruppe für das Fernspähwesen der Bundeswehr früh und klärte bis 1980 weit über 50 westdeutsche Einheiten mit deren Funkverbindungen, Waffendepots und Mitgliedern auf.
Laut dem BND-Historiker Bodo Hechelhammer wurde „in Absprache mit den assoziierten Partnern die deutsche Einheit zum dritten Quartal 1991 aufgelöst und die Kontakte zu den nachrichtendienstlichen Verbindungen eingestellt“. Laut der Bundesregierung wurde die Abwicklung der Stay-behind-Organisation des Bundesnachrichtendienstes (SBO) Ende des Jahres 1990 verfügt und die SBO zum 30. September 1991 aufgelöst.

### Beziehungen zur NATO
1949 war die NATO gegründet worden. 1952 richteten die beteiligten westeuropäischen Nachrichtendienste und die militärische NATO-Führung das Coordinating and Planning Committee (CPC) ein, um ihre Pläne abzustimmen. 1954 gründeten sie zur Koordinierung ihrer Zusammenarbeit das Allied Coordination Center (ACC). Seit 1959 war der BND reguläres Mitglied der Gremien CPC und ACC. Beide Gremien waren nach späterer Aussage der Bundesregierung keine Bestandteile der NATO-Gliederung. Dies traf jedoch nur für den Friedensfall zu. Im Konfliktfall hätte sich dieses lose Verhältnis jedoch in ein Unterstellung- und Befehlsverhältnis diverser NATO-Kommandostrukturen gewandelt, insbesondere zu SHAPE (siehe BND-Teil oben).

## Belgien
Nach Bekanntwerden der Existenz der Stay-behind-Organisation Gladio in Italien sollte 1990 eine parlamentarische Untersuchung klären, ob die belgischen „Stay-Behind-Organisationen“ in belgische Terroranschläge verwickelt waren. Die Senatoren fanden keine stichhaltigen Beweise, dass kriminelle Gruppierungen das Stay-Behind-Netzwerk infiltriert hatten. Sie bestätigten im Abschlussbericht, dass es in Belgien während Jahrzehnten zwei Stay-Behind-Netzwerke namens SDRA VIII und STC/Mob gab. Die Abteilung SDRA VIII war eine Untereinheit des militärischen Nachrichtendienstes SGR (Service Général de Renseignement). Ihr Auftrag bestand bis zum Frühling 1990 einerseits aus der Organisation eines Funk-Netzwerkes, das es Agenten im besetzten Belgien ermöglicht hätte, mit der belgischen Regierung im Exil Kontakt aufzunehmen, und andererseits der Errichtung von Evakuierungsrouten, falls es zu einer Besetzung Belgiens gekommen wäre. Der zweite Auftrag wurde im Mai 1990 aufgehoben und die Zahl der eingesetzten Instruktoren halbiert. Der zivile Zweig STC/Mob war innerhalb des zivilen Nachrichtendienstes (Sûreté de l'Etat) eingegliedert und unterstand dem Justizministerium. Dessen Auftrag bestand hauptsächlich aus dem Sammeln von Informationen in einem besetzten Belgien, die für die Exilregierung von Bedeutung gewesen wären. Das Netzwerk wurde 1969/1970 geschaffen und wäre erst im Besetzungsfall mit dem SDR VIII kombiniert worden.

## Griechenland
Das Ziel des britischen Premierministers Winston Churchill war es, die kommunistisch angeführte Widerstandsbewegung EAM an der Machtübernahme nach dem Ende des Zweiten Weltkriegs zu hindern. Nach der Niederschlagung eines Aufstands von EAM-Anhängern im April 1944 unter den griechischen Streitkräften in Ägypten (siehe Griechisch-Italienischer Krieg) wurde eine neue und zuverlässige Einheit aufgestellt, die Dritte Griechische Gebirgsbrigade, von der „fast alle Männer von gemäßigt konservativen bis linken Ansichten“ ausgeschlossen waren. Nach der Befreiung im Oktober 1944 kontrollierte die EAM den größten Teil des Landes. Als sie am 3. Dezember 1944 eine Demonstration in Athen veranstaltete, schossen plötzlich Angehörige rechtsgerichteter und pro-royalistischer paramilitärischer Verbände in die Menge. Gedeckt wurden sie dabei von „britischen Truppen und von Polizisten mit Maschinengewehren […], die auf Hausdächern Stellung bezogen hatten“. Dabei wurden 25 Demonstranten getötet, darunter ein sechs Monate alter Junge, und 148 verletzt. Dies war der Ausbruch der Schlacht um Athen (Dekemvriana), die im Weiteren zum Griechischen Bürgerkrieg führte.
Als Griechenland 1952 der NATO beitrat, wurden die LOK (Lochoi Oreinōn Katadromōn, d. h. Gebirgsjägerkompanien) in das europäische Stay-behind-Netzwerk eingegliedert. Die CIA und LOK bekräftigten am 25. März 1955 ihre Zusammenarbeit in einem Geheimdokument, das von General Trascott für die CIA und von Konstantinos Dovas, dem Stabschef des griechischen Militärs unterzeichnet wurde. Außer der Vorbereitung auf einen sowjetischen Einmarsch gab die CIA den LOK auch Anweisungen zur Verhinderung eines linksgerichteten Militärputsches.
Die rund 300 Mann der LOK waren beteiligt an dem Putsch vom 21. April 1967, der die Griechische Militärdiktatur (1967–1974) an die Macht brachte. Andreas Papandreou ging ins Exil, aus dem er 1974 zurückkehrte. 1981 wurde er Premierminister. Seiner eigenen Aussage nach deckte er die Existenz der geheimen Stay-Behind-Truppe auf, die den Codenamen Red Sheepskin (Roter Schafspelz) trug und gab Anweisungen zu ihrer Auflösung. Andreottis Enthüllungen von 1990 zufolge bestätigte der griechische Verteidigungsminister, dass ein Zweig des Netzwerks mit diesem Codenamen bis 1988 in seinem Land aktiv gewesen war. Die sozialistische Opposition forderte eine parlamentarische Untersuchung der Geheimorganisation und ihrer angeblichen Verbindungen zu Terrorismus und dem Militärputsch von 1967. Innenminister Yannis Vassiliadis erklärte, es bestehe kein Bedarf, solche „Phantasien“ zu untersuchen, denn „Sheepskin war einer von 50 NATO-Plänen, die vorsahen, dass dann, wenn ein Land von einem Feind besetzt wird ein organisierter Widerstand bestehen solle. Sheepskin sah geheime Waffenverstecke vor und auch Offiziere, die den Kern eines Guerillakrieges bilden konnten, Mit anderen Worten, es war, national gesehen, ein gerechtfertigter Vorgang.“

## Italien
Gladio war der Name einer geheimen, paramilitärischen Stay-behind-Einheit in Italien. Gladio sollte im Fall einer Invasion von Truppen des Warschauer Paktes Guerilla-Operationen und Sabotage gegen die Invasoren durchführen. Im August 1990 bestätigte der italienische Ministerpräsident Giulio Andreotti auf eine Parlamentsanfrage hin die Existenz von Gladio.

## Luxemburg
Nach einem Zeitungsbericht vom 10. November 1990 in der Zeitung vum Lëtzebuerger Vollek bestätigte Jacques Santer am 14. November 1990 vor dem Luxemburger Parlament die Existenz einer Stay-behind-Organisation in Luxemburg und verfügte als zuständiges Regierungsmitglied deren umgehende Auflösung. Die Organisation war seit 1959 mit Genehmigung des Premiers Pierre Werner aktiviert worden, ihre Steuerung sei durch den luxemburgischen Geheimdienst Service de Renseignement de l’Etat erfolgt, die Koordination erfolgte über eine Dienststelle der NATO. Zu Übungen der Organisation erteilte Santer auf Vorlagen der Sicherheitsbehörden persönlich seine Zustimmung. Am 17. Dezember 1990 informierte Santer den Verfassungsausschuss des Parlamentes darüber, dass die Organisation nie aus mehr als zwölf Personen bestanden habe und lediglich für die Übermittlung nachrichtendienstlicher Informationen sowie die Ein- und Ausschleusung von Personen vorgesehen war. Handwaffen waren seit 1973 eingelagert worden, ein direkter Zugang dazu war nicht vorgesehen. Am 14. Oktober 1990 wurden die noch lebenden Angehörigen der Organisation über die Auflösung informiert und aufgefordert, ihr Funkmaterial abzugeben. Schloss Senningen bei Niederanven war 1986 Ort eines internationalen Stay-behind Treffens.
Das Netzwerk war dem Geheimdienst untergeordnet, hatte jedoch eine Kooperation mit der Armee. Intern wurde eine Sektion "Opération" und eine Sektion "Plans" gebildet. Die Aufgabe war bei einer Kommunistischen Besatzung, Nachrichtendienstliche Informationen, wie Wirtschaftliche oder Militärische Informationen, zu beschaffen und mittels Funk diese zu übertragen. Eine weitere Aufgabe war die Ausrüstung außer Landes oder in das Land zu bringen, die Luxemburger Regierung, die Fürstenfamilie und weitere Schlüsselpersonen außer Landes zu bringen. Als letztes hatte die Luxemburger Stay-Behind die Aufgabe, Psychologische Kriegsführung zu betreiben oder Sabotageakte im besetzten Gebiet durchzuführen.

## Spanien
Als Reaktion auf die umfangreichen Bekenntnisse Giulio Andreottis bestritt Adolfo Suárez, Spaniens erster demokratisch gewählter Ministerpräsident nach Francos Tod, jemals von Gladio gehört zu haben. Suárez’ Nachfolger Leopoldo Calvo-Sotelo gab an, dass Spanien nach dem Beitritt zur NATO nicht über Gladio informiert worden wäre. Auch sagte er, dass ein solches Netzwerk im franquistischen Spanien nicht notwendig gewesen wäre, da „das Regime selber Gladio war“.
General Fausto Fortunato, Leiter des italienischen Geheimdienstes SISMI von 1971 bis 1974, äußerte, dass Frankreich und die USA Spaniens Einstieg in die Organisation Gladio befürworteten, Italien aber sein Veto aussprach. Der spanische Verteidigungsminister Narcís Serra ordnete jedoch eine Untersuchung über Spaniens Verhältnis zu Gladio an. Darüber hinaus schrieb die Zeitung Canarias 7 unter Berufung auf den früheren Gladio-Agenten Alberto Volo, dass Anfang August 1991 ein Gladio-Treffen auf Gran Canaria stattgefunden hätte. Volo gab ebenfalls an, in den 1960er und 1970er Jahren als Gladio-Agent Trainings in Maspalomas auf Gran Canaria absolviert zu haben.

## Österreich
Im besetzten Nachkriegsösterreich wurde im Jahr 1947 zunächst von Gewerkschaftern die Absprache getroffen, eine schlagkräftige Truppe gegen kommunistische Umsturzversuche aufzustellen. Nachdem diese unter der Führung von Franz Olah bei den Oktoberstreiks 1950 eine entscheidende Rolle in der Niederschlagung des Generalstreikes gespielt hatte, wurde sie mit Unterstützung der CIA zu einer paramilitärischen Stay-behind-Organisation ausgebaut, die sich den Tarnnamen Österreichischer Wander-, Sport- und Geselligkeitsverein gab. Spezialeinheiten wurden in der amerikanischen Besatzungszone als Stay-behind ausgebildet und Scheinfirmen sorgten für die finanzielle Abwicklung. Als Franz Olah 1963 Innenminister wurde und international eine Entspannung im Kalten Krieg erkennbar war, wurde diese Organisation schrittweise aufgelöst.
Im Zuge eines innenpolitischen Skandals kamen im Jahr 1969 erstmals Informationen über diese Stay-behind-Organisation an die Öffentlichkeit. Die Besonderheit der österreichischen Organisation war, dass sie sich ausschließlich auf sozialistische Gewerkschafter stützte. Im Jahr 1996 wurden in den USA geheime Dokumente aus der Besatzungszeit veröffentlicht, die zur Auffindung von 85 versteckten Waffendepots in Salzburg, Oberösterreich und der Obersteiermark, führten. Um das Auffinden der Lager zu erschweren, wurde das vergrabene Material mit einer Schicht aus Metallabfall, in der Regel geleerten Konservendosen, abgedeckt. Beinahe alle Waffen und Ausrüstungsgegenstände entsprachen der Standardausrüstung der US-Armee für den Zeitraum 1945–1960. Den markantesten Aspekt der Waffenlager stellten große Mengen an Plastiksprengstoff und Zündmitteln dar.

## Schweiz
In der Schweiz bestand bis 1990 eine geheime Widerstandsorganisation. Sie hatte zuletzt den Tarnnamen Projekt 26 (P-26) und bildete Schweizer Bürger (Männer und Frauen) für konspirativen Widerstand aus. Im Falle einer Besatzung sollten sie durch Flugblätter, Verspotten des Feindes und öffentlichkeitswirksame Sabotageakte den Widerstandswillen unter der Bevölkerung aufrechterhalten. Während Funkgeräte und Chiffriertabellen zu Übungszwecken bereits an die Funker der Zellen ausgegeben waren, wurde vor allem das sensitive Material wie Sprengstoff und Feuerwaffen in Militärmagazinen gelagert und sollte nur im Falle einer Invasion der Schweiz ausgegeben werden.
Das Projekt 26 wurde 1990 von der Parlamentarischen Untersuchungskommission (PUK-EMD) im Nachgang zur Fichenaffäre untersucht und in der Folge durch den Schweizer Bundesrat angesichts der veränderten Sicherheitslage in Europa nach dem Fall der Berliner Mauer aufgelöst. Da zeitgleich ähnliche Organisationen in anderen europäischen Ländern bekannt wurden und die Frage im Raum stand, ob das Projekt 26 Teil eines europäischen Netzwerkes gewesen sei, beauftragte der Bundesrat den Untersuchungsrichter Pierre Cornu mit entsprechenden Zusatzabklärungen. Cornu machte publik, dass die Schweizer zu Ausbildungszwecken lose mit dem britischen Geheimdienst MI6 und dem britischen Special Air Service kooperierten. Eine weitergehende oder institutionalisierte Zusammenarbeit konnte er nicht feststellen: „Weder die P-26 noch die Vorgängerorganisationen hatten Beziehungen zu den internationalen Komitees oder waren darin vertreten, bzw. war an einer internationalen Widerstandsgemeinschaft beteiligt.“
Der Bericht der Untersuchung Cornu (Cornu-Bericht) wurde 1991 nur in einer gekürzten Fassung veröffentlicht. Da der Originalbericht auch zahlreiche Aussagen über ausländische Nachrichtendienste und ihre Stay-Behind-Vorbereitungen enthielt, so etwa den britischen Nachrichtendienst MI6, den es bis 1993 offiziell gar nicht gab, verzichtete der Bundesrat auf eine vollständige Veröffentlichung. 2018 publizierte der Bundesrat den gesamten Bericht, wobei allerdings die besagten Passagen sowie Namen von Personen weiterhin geschwärzt waren.

## Vereinigte Staaten
Unter der Bezeichnung Operation Washtub trieb das FBI zwischen 1951 und 1959 in Alaska den Aufbau eines stay-behind-Netzes voran. Auslöser waren die Befürchtungen, dass der Koreakrieg der Beginn eines neuen Weltkrieges werden könnte, in dessen Verlauf die Sowjetunion Alaska besetzen würde. Das stay-behind-Netz hatte zwei Aufgaben: Primäre Aufgabe war die Rekrutierung und Ausbildung von „Stay-Behind-Agents“, welche den Auftrag hatten, nachrichtendienstliche Informationen aus den besetzten Gebieten an die US-Streitkräfte zu übermitteln. Sekundäre Aufgabe war es, Zivilpersonen zu Agenten auszubilden, welche in der Lage gewesen wären, beispielsweise abgeschossene Militärpiloten aus den besetzten Gebieten auszuschleusen. Diese „evasion and escape“-Vorbereitung wurde mit der CIA koordiniert.
Insgesamt 89 zivile Agenten wurden rekrutiert und für ihren möglichen Einsatz vorbereitet. Zu den Vorbereitungen gehörte das Anlegen von Depots mit Nahrungsmitteln, Winterausrüstung und Funkgeräten. Nachdem Alaska 1959 zu einem vollwertigen Staat der USA geworden war, wurden die Vorbereitungen eingestellt. 2014 gab das FBI entsprechende Unterlagen frei.

## Forschung
Die Aufdeckung von Gladio in Italien löste einige Untersuchungen zu den westeuropäischen Stay-Behind-Gruppen aus, zu ihrer Koordination und ihren Aktivitäten bis 1990. Der Schweizer Historiker Daniele Ganser widmete diesem Thema seine 2005 veröffentlichte Dissertation NATO’s Secret Armies, die 2008 unter dem Titel NATO-Geheimarmeen in Europa in deutscher Sprache erschien. Er vertritt darin die These, dass die „Geheimarmeen“ in vielen westeuropäischen Staaten bestimmten NATO-Gremien unterstellt waren, von dort aus gelenkt wurden und an Staatsterrorismus nach Art der italienischen Strategie der Spannung beteiligt gewesen seien.
Diese Zentralsteuerungshypothese verwarfen Forschende zum Thema. Laut dem Politologen Philip H. J. Davies fehlt Ganser Kenntnis von Geheimdienstarbeit, sodass er Verschwörungen imaginiere, Umfang und Bedeutung verdeckter Operationen übertreibe, ihre Koordination mit nationalen Regierungen missverstehe und ihre Aktivitäten historisch falsch einordne. Schon seine Beschreibung relativ kleiner, auf Sabotage trainierter, mit Waffenlagern ausgestatteter Schläferzellen als „Armeen“ sei unzutreffend. Er behaupte ein konstantes, teils kriminelles Vorgehen von USA und NATO gegen politische Linke. Dazu stelle er Gladio-Aktionen in den 1960er Jahren als Putschversuch der CIA dar, obwohl die Akteure ihm ihre Eigeninitiative versichert hätten. Er beschreibe das Allied Clandestine Committee der NATO als Koordinator jener Verbrechen, ohne die multinationale Arbeitsteilung der Netzwerke zu begreifen. Er betrachte Mitglieder paramilitärischer und nichtmilitärischer Spezialoperationen unterschiedslos als Geheimdienstagenten. Dabei übersehe er jedoch, dass von der CIA ausgerüstete und trainierte Paramilitärs sich historisch oft deren Kontrolle entzogen und dann Verbrechen begingen. Ganser stütze sich nur auf journalistische Quellen und wenig stichhaltige Primärquellen. Akademische Studien von Fachexperten und kritisches Material in Fachmagazinen der US-Dienste berücksichtige er nicht. Die wichtige Geschichte der alliierten Staybehinds müsse daher erst noch genau und gut erzählt werden.
Der dänische Historiker Peer Henrik Hansen sieht Gansers Buch nicht als ernstzunehmende wissenschaftliche Forschung, sondern als journalistische Arbeit mit einem erheblichen Anteil Verschwörungstheorie. Ganser stelle seine methodische Vorgehensweise nicht dar und behandle seine Quellen (vor allem Zeitungsberichte und Publikationen von Politikern) unkritisch. Er behaupte ohne Beweis eine Verschwörung westlicher Staaten und ihrer Geheimdienste, vor allem CIA und MI6, mit den NATO-Geheimarmeen. Die von ihm zitierten Zeugenaussagen belegten dagegen, dass CIA und MI6 in den NATO-Gremien kein Stimmrecht hatten. Ganser führe eine Version des US-Armeehandbuchs 30-31B als Beleg an, die schon vor 1990 als vom KGB gefälscht enttarnt worden sei. Stay-behind-Truppen einiger skandinavischer Staaten seien schon vor der NATO gegründet und national kontrolliert worden. Unbestreitbare Verbrechen einiger Stay-behind-Mitglieder dürften nicht dazu führen, alle als Terroristen zu brandmarken.
Der Historiker Olav Riste kritisierte 2005 und 2014 Gansers Hauptthese, die Stay-behind-Gruppen seien ein von der CIA gelenktes, verschwörerisches Netzwerk in ganz Westeuropa gewesen, das überwiegend von Rechtsextremisten infiltriert gewesen sei und terroristische Akte zur Zerstörung linker Gruppen verübt habe. Zwar erhalte man für das Thema kaum zuverlässige Dokumente. Ganser gebe jedoch keine kritische Übersicht über seine Quellen, versuche nicht, diese einzuordnen und akzeptiere unterschiedslos gedruckte Aussagen als Belege. Er zitiere Quellen falsch, auch Riste selbst, und gebe viele unbelegte Vorwürfe als historische Tatsachen aus. Untersuchungsausschüsse und Historiker in Italien und Belgien hätten Terrorakte von Stay-behind-Gruppen verworfen. Einige Staaten Westeuropas, nicht CIA und MI6, hätten diese Gruppen aus je besonderen nationalen Interessen gebildet. Deren patriotische Mitglieder seien nicht von außen lenkbar gewesen. Die Mitglieder des Atlantic Pact Clandestine Committee (ACC) mussten die Unabhängigkeit der Netzwerke in den Mitgliedsstaaten akzeptieren. Somit sei die These von zentral gelenkten „NATO-Geheimarmeen“ falsch. Nach den verfügbaren Dokumenten hätten die Teilnehmerstaaten des ACC in den 1970er Jahren Sabotage ausgeschlossen, Waffendepots reduziert, aufgelöst oder ihrer eigenen Armee unterstellt und ihre Unabhängigkeit von den NATO-Kommandostrukturen bewahrt.
Für den Historiker Charles G. Cogan gehört Gansers Buch zu jenen journalistischen Schriften, die Stay-behind-Netzwerke ohne solide Beweise mit immer mehr Aktionen verknüpfen. So behaupte Ganser, die CIA habe mit NATO-Geheimarmeen und dem US-Verteidigungsministerium 1961 einen Staatsstreich gegen Charles de Gaulle unterstützt und den Putschführer Maurice Challe ermutigt. Dafür gebe es jedoch keinen Beweis.
Der Historiker Gregor Schöllgen stimmte Ganser darin zu, dass 16 NATO-Staaten vom NATO-Hauptquartier koordinierte Stay-behind-Truppen hatten. Ganser habe sich fast nur auf bekanntes Material stützen können. Zwar sei das aus diesen Quellen Zusammengetragene „in der Gesamtschau bemerkenswert“, aber „nicht selten grotesk überzeichnet“. So seien Verbindungen der Organisation Gehlen und des daraus hervorgegangenen Bundesnachrichtendienstes (BND) in das „rechte Milieu“ unbestreitbar, ob und wie stark der Vorläufer des BND auch an der Staybehind-Truppe „Technischer Dienst“ beteiligt war, sei jedoch bisher unbekannt. Gleichwohl spekuliere Ganser über eine Verwicklung des BND in das Oktoberfestattentat von 1980. Ganser gehe für die frühen 1950er-Jahre von „geheimen deutschen Nazi-Stay-behind-Armeen in Divisionsstärke“ aus, während andere für die 1960er Jahre bis zu 600 Mitglieder schätzten.
Für den Historiker Pascal Girard (2008) ist Gansers These, die CIA habe wichtige europäische Ereignisse der Nachkriegszeit ganz oder teilweise verursacht, eine unüberprüfbare Vermutung.
Im Januar 2006 kritisierte das Außenministerium der Vereinigten Staaten, dass Ganser eine gefälschte Version des US-Armeehandbuchs 30-31B als das „vielleicht wichtigste Pentagon-Dokument in Bezug auf Stay-behind-Armeen“ und als Grundlage für deren Aktivitäten darstelle. Jedoch sei diese Version seit 1980 als von sowjetischen Geheimdiensten erstellte und verbreitete Fälschung bekannt gewesen.
Der Schweizer Historiker Titus Meier veröffentlichte 2018 seine Dissertation über die Widerstandsvorbereitungen in der Schweiz während des Kalten Krieges. Er konnte erstmals mit den Akten im  Schweizerischen Bundesarchivs arbeiten und zahlreiche spekulative Äußerungen widerlegen. Er widerlegte unter anderem die These von Ganser, wonach die Schweizer Vorbereitungen Teil eines europäischen Netzwerks gewesen seien. Siegfried Weichlein kritisierte „Meiers Versuch, die Debatte um die 'Geheimarmee' zu entpolitisieren“, als „Scheinversachlichung“: „Eine echte Versachlichung hätte einen Vergleich mit anderen gleichgerichteten Organisationen von Italien bis Schweden und Norwegen erfordert, die in dieser Studie freilich schon im Ansatz unterbleibt.“

## Dokumentarfilme
- „Gladio: Geheimarmeen in Europa“, Dokumentation von Wolfgang Schoen und Frank Gutermuth, Erstausstrahlung 16. Februar 2011, 85 Minuten; arte
- „Stay behind – Die Schattenkrieger der Nato“, Dokumentation von Ulrich Stoll, Erstausstrahlung 25. März 2014, 45 Minuten, ZDFinfo
- „Deckname Gladio – Geheime NATO-Truppen im Kalten Krieg“, Dokumentation von Lucio Mollica, Erstausstrahlung 25. November 2015, 44 Minuten, ZDFinfo
- „Die Schweizer Geheimarmee P-26 – Ausgerüstet mit Sprengstoff und Waffen“, Dokumentation von Pietro Boschetti und Xavier Nicol, Erstausstrahlung 22. März 2018, 52 Minuten, SRF: * „STAY BEHIND: Wie die CIA Nazis für Geheimdienste rekrutierte“ – frontal, ZDF, Autoren: Ulrich Stoll, Peter F. Müller: Link zur frontal auf Youtube